# 龙文 (美术教育家)
龙文（1896年11月？日—1970年5月？日），字埔珊，笔名铁岩，陕西省城固县天明乡人，毕业于上海美术专门学校高等师范科。 中华民国第一屆國民大會陝西省代表。美术教育家。

## 生平
- 光绪二十二年(1896)11月生于汉中市城固县天明乡赵家坝村，父为前清生员。龙文幼年好学。
- 民国3～9年(1914～1920)，相继毕业于天明小学、汉中中学。学习期间，为邵力子主办的《民国日报》副刊《觉悟》撰文插图。
- 民国11年（1922）起，任教于城固考院小学、汉中中学。
- 民国13年（1924）春，受汉中道尹公署和陕西省教育厅委派，赴直、鲁、晋、鄂、苏、浙考察教育，并参与筹建城固县初级中学。
- 民国14年 （1925）1月，赴北平图书馆自修文艺，当年3月12日，孙中山在北京逝世，于右任和邵力子令龙文参与治丧，负责抄录挽词。于、邵二人介绍他加入中国国民党；陈俞廷介绍他加入共进社。
- 民国16年（1927）2月，龙文任上海新华美专教员。
- 民国17年（1928）8月起，任南京国民政府审计院估理员10年，其间曾兼任南京女中教员；参加中国美术会，任理事，并任《美术季刊》编辑。
- 民国26年（1937）10月，南京疏散人口，龙文返汉，相继任汉中女师、汉中师范，南郑农职和驻城固西北联大附中教师。
- 民国28年（1939），龙文任陕西省西京图书馆城固杜家槽分馆主任。民国29年（1940）8月起，任西北师范学院劳作科讲师、副教授、兼任城固中学校长。西北师范学院迁往兰州后，龙文任西北大学历史系副教授。民国33年（1944）11月，被选为陕西省参议员。
- 民国35年（1946）9月，龙文参与筹建陕西师范专科学校陕南分校，任教授、主任，主持校务。12月，被选为国大代表。

中共建政后，龙文任城固县政协委员。1970年5月龙文病逝，终年74岁。

## 著作
龙文著文颇丰，有《中国山水画论》、《城固辛亥革命点滴史实》、《古路坝天主堂帝国主义宗教侵略史》、《国民党第七师师长吴新田祸汉中记》和《旧社会币制考》，另外还编有《古文粹选》四卷，《铁岩敬读》十二卷。龙文终生致力中国山水画，造诣较高，在国内和日本画界享有一定声誉。1982年2月上海人民出版社出版《中国美术家人名大词典》录有龙文。